# Dolina (rejon solecznicki)
Dolina (lit. Lobas) − wieś na Litwie, w okręgu wileńskim, w rejonie solecznickim, w gminie Dziewieniszki.

## Historia
W czasach zaborów zaścianek w gminie Dziewieniszki, w powiecie oszmiańskim, w guberni wileńskiej Imperium Rosyjskiego. W 1870 liczył 8 mieszkańców.
W latach 1921–1945 kolonia leżała w Polsce, w województwie wileńskim, w powiecie oszmiańskim, w gminie Dziewieniszki.
W 1931 w 7 domach zamieszkiwały 44 osoby.
Wierni należeli do parafii rzymskokatolickiej w Dziewieniszkach. Miejscowość podlegała pod Sąd Grodzki w Holszanach i Okręgowy w Wilnie; właściwy urząd pocztowy mieścił się w Dziewieniszkach.